# Orsay (Insel)
Orsay ist eine kleine, unbewohnte schottische Insel, die zur Gruppe der Inneren Hebriden gehört. Die maximal 740 m lange und 480 m breite Insel liegt nahe der Südspitze der im Westen der Insel Islay gelegenen Halbinsel Rhinns of Islay. Von dieser ist sie durch eine 100 m breite Wasserstraße abgetrennt. Sie erhebt sich bis zu einer Höhe von 24 m aus dem Wasser. Administrativ gehört Orsay zur Council Area Argyll and Bute beziehungsweise historisch zur Grafschaft Argyllshire. Orsay gegenüber, auf der Insel Islay liegt die Ortschaft Port Wemyss, nördlich liegt Eilean Mhic Coinnich oder Mackenzie Island.

## Geschichte
Es gibt Indizien, dass Mönche bereits im 8. und 9. Jahrhundert auf Orsay siedelten. Dies wird unter anderem durch den Fund von Kreuzfragmenten aus dieser Zeit gestützt. Wahrscheinlich im 14. Jahrhundert errichteten sie die  St Oran’s Chapel, welche heute als Ruine erhalten ist. Ob dies die erste Kirche an diesem Standort ist oder ob es bereits Vorgängerbauten gab, ist nicht eindeutig geklärt. In Aufzeichnungen und Karten aus dem 16. Jahrhundert ist die Kirche verzeichnet und scheint noch genutzt worden zu sein. Zu Ende des 18. Jahrhunderts handelte es sich sicher schon um eine Ruine. Im Jahre 1825 wurde auf Orsay von Robert Stevenson ein Leuchtturm, das Rhinns of Islay Lighthouse, errichtet. Zusammen mit den Ruinen der Kapelle und dem Grab Hugh MacKays bilden sie die einzigen erhaltenen Bauwerke auf der Insel. Sie sind allesamt in den schottischen Denkmallisten eingetragen.